# Malé Lednice
Malé Lednice (in ungherese Kislednic) è un comune della Slovacchia facente parte del distretto di Považská Bystrica, nella regione di Trenčín.